# Sebastian Zbik
Sebastian Zbik (ur. 17 marca 1982 w Neubrandenburgu) – niemiecki bokser, były mistrz WBC w wadze średniej.
W zawodowym boksie zadebiutował 17 lipca 2004, pokonując na punkty rumuńskiego pięściarza Andrei Berendi. 16 lutego 2007 w swoim siedemnastym pojedynku zdobył interkontynentalne mistrzostwo federacji WBO w wadze średniej, pokonując jednogłośnie na punkty duńskiego pięściarza Fawaza Nasira.
11 lipca 2009 pokonał wyraźnie na punkty Włocha Domenico Spadę, zdobywając tymczasowe mistrzostwo świata WBC wagi średniej. Ówczesny mistrz WBC Sergio Gabriel Martínez pomimo nakazu organizacji odmówił walki ze Zbikiem, co spowodowało, że jej władze zadecydowały o odebraniu mu tytułu, który został 18 stycznia 2011 przekazany Niemcowi. 4 czerwca 2011 Zbik doznał pierwszej porażki, przegrywając z Julio Césarem Chávezem Jr. na punkty w stosunku dwa do remisu, utracił tym samym pas WBC. Na ring powrócił 13 kwietnia 2012 przegrywając z Felixem Sturmem przez poddanie w ósmej rundzie.